# Conus villepinii
El Conus villepinii es una especie de caracol de mar, un molusco gasterópodo marino en la familia Conidae, los caracoles cono y sus aliados.
Estos caracoles son depredadores y venenosos. Son capaces de «picar» a los seres humanos y seres vivos, por lo que debe ser manipulado con cuidado o no hacerlo en absoluto.

## Descripción
La longitud máxima registrada de la concha es de 93 mm.

## Hábitat
La profundidad mínima registrada es de 25 m y la máxima es de 475 m.